# Scoparia ruidosalis
Scoparia ruidosalis là một loài bướm đêm trong họ Crambidae.